# Weekends with Adele
A Weekends with Adele Adele angol énekesnő-dalszerző első rezidencia-koncertsorozata, melynek helyszínéül a Las Vegas-i The Colosseum at Caesars Palace szolgált. Eredetileg 2022. január 21-én kellett volna indulnia, de a szállítási késedelmek és a Covid19-járvány miatt elhalasztották. Adele átütemezte a rezidenciát, amely végül 2022. november 18-án vette kezdetét, és többszöri hosszabbítás után 2024. november 23-án fejeződött be. Ennek részeként minden hétvégén két koncertet adott a létesítményben (pénteken és szombati napokon).
A dallista több stúdióalbumáról is tartalmaz dalokat. A koncertek minimalista módon kezdődnek, csak Adele és egy zongorista van jelen. Később csatlakozik a zenekar, a háttérénekesek csapata, valamint olyan produkciós elemek, mint a pirotechnika, egy vízesés, illetve egy medence is helyet kapnak benne. Adele minden műsor végén egy bűvészmutatvány keretében tűnik el a színpadról. A Weekends with Adele pozitív kritikát kapott a kritikusoktól, akik közül többen úgy vélték, hogy az átütemezés megérte a várakozást, dicsérték a produkciót és Adele énekesi képességeit.

## Háttér
2016-ban Adele elindult harmadik koncertturnéjára, az Adele Live 2016-ra, amely több kontinensre is ellátogatott, és 121 koncertet tartalmazott. A turnét a Wembley Stadionban tartott fellépéssorozattal zárta, amelynek egyikén egy kézzel írt üzenetben elismerte, hogy lehet, hogy nem turnézik többet: „A turnézás különös dolog, nem áll jól nekem. Igazi otthonülő típus vagyok, és annyi örömet szerzek az apró dolgokban [...] Azt akartam, hogy az utolsó koncertjeim Londonban legyenek, mert nem tudom, hogy valaha is turnézni fogok-e még, ezért azt szeretném, ha az utolsó fellépésemet otthon adnám.” Adele orvosi tanácsra lemondta az utolsó két fellépést, miután megsérültek a hangszálai. A következő években visszavonultan élt.
Adele 2021. október 13-án jelentette be negyedik stúdióalbumát, a 30-at, és bejelentette, hogy az ugyanezen év november 19-én jelenik meg. A bejelentést követő napon jelent meg az Easy on Me című dal az album első kislemezeként. Egy novemberi interjúban Adele kijelentette, hogy nagyon szeretne turnézni a 30 népszerűsítésére, de valószínűleg nem fogja bevállalni: „Ezzel az albummal? Nem, valószínűleg nem. Nagyon szeretnék. [...] Nem lenne helyes, ha idén kiadnék egy albumot, majd 2023-ban turnéznék vele”. A Rolling Stone-nak adott interjújában tovább cáfolta a közelgő koncertrezidenciáról szóló pletykákat.
November 30-án azonban Adele bejelentette a Weekends with Adele elnevezésű koncertrezidenciát. A tervek szerint ez 2022. január 21. és április 16. között zajlott volna, és Adele minden hétvégén két koncertet adott volna a Las Vegas-i The Colosseum at Caesars Palace-ban (összesen 24 koncert). A 100 000 eladásra kínált jegy hat órán belül elfogyott, ami előadásonként átlagosan 2,2 millió dolláros bruttó bevételt eredményezett. Ben Beaumont-Thomas, a The Guardian munkatársa megjegyezte, hogy mivel a vegasi rezidenciák eddig is gyakoriak voltak a kereskedelmi csúcson túljutott előadók körében, Adele kilógott a sorból. Úgy vélte azonban, hogy ez megfelel a helyzetének a fia és apja lakóhelyének közelsége, az óriási helyszíneken való turnézástól való idegenkedése, valamint a 30-on szereplő intim zenei anyag miatt, amely jobban hangzana egy kisebb közönség előtt. Emellett meg akarta előzni a hagyományos koncertturnékat érintő kihívásokat, amelyeket a Covid19-járvány okozott.

## Halasztások
2022. január 20-án, egy nappal a rezidencia tervezett kezdete előtt, Adele egy videót töltött fel az Instagramra, és sírva bejelentette a koncertek elhalasztását. Adele a gyártási késedelmek mellett a Covid19-et is felhozta a halasztás okaként, és így fogalmazott: „Nagyon sajnálom, de a műsorom nem áll készen. Abszolút mindent megpróbáltunk, hogy összehozzuk [de] teljesen tönkretettek minket a szállítási késések és a Covid. A fél stábom, a fél csapatom a Covid miatt van kiesve.” A Caesars Palace közleményt adott ki, amelyben támogatta a halasztásról szóló döntését, és azt mondta, biztosak benne, hogy az átütemezett koncertek „rendkívüliek lesznek”. Másnap Adele személyesen FaceTime-olt néhány rajongójával a szálloda ajándékboltjában, hogy bocsánatot kérjen.
Néhány nappal később Adele bejelentette, hogy fellép a 2022-es Brit Awards díjátadón. Ez visszatetszést váltott ki a rajongók részéről, akik még nem kaptak visszatérítést az elhalasztott koncertekért, és úgy vélték, hogy ez „érzéketlenség”. Egy 2022 júliusi interjúban Adele „kegyetlennek” nevezte a reakciókat. Visszaemlékezett, hogy „néhány hónapig csak egy üres csontváz voltam”, és nehezen tudott továbblépni az eset után. Ennek ellenére fenntartotta döntésének helyességét: „Engem nem lehet megvásárolni, nem fogok csak azért fellépni, mert muszáj, vagy mert az emberek csalódni fognak, vagy mert rengeteg pénzt fogunk veszíteni”.
2022. július 25-én Adele bejelentette a 24 átütemezett koncertet, valamint 8 további koncertet, amelyek immár 2022. november 18-tól 2023. március 25-ig zajlanak. Azok a rajongók, akiknek korábban már volt jegyük az eredeti időpontokra, vagy akik várólistán szerepeltek a Verified fan elővételben, elsőbbséget kaptak. Ezt követően két szilveszteri hétvégi koncertet adott hozzá, melyekre 2022. december 30-31-én került sor. 2023 márciusában Adele bejelentette, hogy ugyanezen év júniusától novemberéig 34 további koncertet ad. Egy koncertfilmet is bejelentett Adele a színpadon. Ezt később a június 30-július 1-jei hétvégi dátumok alatt vették fel. 2023 októberében újabb 32 dátummal egészítette ki a rezidenciát 2024 júniusáig.
2024. február 27-én Adele a közösségi médiában bejelentette, hogy 10 márciusi koncertjét egészségügyi okok miatt egy későbbi időpontra halasztják. Ezeket a koncerteket végül 2024 októberére, illetve novemberére helyezték át.

## A koncert összefoglalása
A Weekends with Adele-műsor több mint két órán át tart. A 20 számot tartalmazó setlist, amely karrierje leghosszabbja, a legtöbb dalt második stúdióalbumáról, a 21-ről (2011), ötöt pedig a 30-ról tartalmaz. A koncert alatt nincs ruhaváltás, de Adele minden hétvégén egy külön padlóig érő fekete ruhát vesz fel, hogy Jamie Mizrahi stylist szerint „hiteles” maradjon. Mizrahi 2022 novemberéig 20 ruhát rendelt a rezidencia számára, többek között olyan divatházaktól, mint a Maison Schiaparelli. Adele viselte Harris Reed első Nina Ricci számára tervezett ruháját, Stella McCartney egyedi ruháját, valamint olyan márkák ruháit is, mint Versace, Loewe, Louis Vuitton, Paco Rabanne és Proenza Schouler.
A koncert elején Adele egy sor balladát ad elő. A harmonikára és az A betű formájára emlékeztető panelekből álló függöny mögül lép elő, hogy előadja a Hello című dalt, és csak egy zongorista kíséri a színpadon. Adele így magyarázta a minimalista nyitó választást: „Ezt kicsiben akartam kezdeni. És azt akartam, hogy minden rólam szóljon, nyilvánvalóan. Ezért léptem fel és adtam elő a Hello-t egyedül.” A refrén alatt 180 fokos, padlótól a mennyezetig érő képernyőket kapcsolnak be, amelyek négy közeli képet vetítenek ki róla. Az Easy on Me a második dal a dallistán, amelyet ugyanezen felállás alatt adnak elő zongorával. Adele ezt követi a Turning Tables és a Take It All című dalokkal folytatja. Az I Drink Wine alatt egy több száz pohárból álló, aranyló fényben csillogó csillár ereszkedik a térbe, ahol ő és zongoristája fellépett, és a panelfüggöny kitárul, hogy bemutassa a zenekart és a háttérénekeseket.
A Water Under the Bridge körülbelül 30 perccel a koncert kezdete után hangzik el. Ezzel kezdődik a lendületesebb dalok szakasza, amely előtt Adele emlékezteti a közönséget: „Nincs sok pörgős dalom, szóval ha táncolni szeretnétek, most van itt az ideje.” A Send My Love (To Your New Lover) című dalt sötétrózsaszín világítás alatt adja elő, majd az Oh My God következik. A One and Only alatt Adele-hez három háttérvokalista csatlakozik, akik a fő vokált éneklik, míg Adele háttérvokálozik egy halvány reflektorfényben. Ezután a Don’t You Remember és a Rumour Has It című dalokat énekli. A Skyfall alatt Adele egy 24 vonósból álló zenekarral lép fel, amelyet három sorban nyolcasával rendeztek el, és a színpad egy korábban sötét részéből világítottak meg. A Hometown Glory és a Love in the Dark a következő dalok a dallistán. Rövid időre elhagyja a színpadot, hogy a következő előadásokhoz szükséges produkciós elemeket felállíthassák, miközben a képernyőn egy előre felvett videó jelenik meg, amelyen a Cry Your Heart Out című dalt énekli.
A Set Fire to the Rain előadás pirotechnikai elemeket és egy színpadméretű vízesést tartalmaz; esőcseppek hullanak a színpadra, és egy fehér zongora alatt tűz kezd égni, amely elterjed az egész színpadon, majd elborítja a zongorát. Az előadás vége felé a zongora egy kis víztócsába süllyed. Adele a When We Were Young című dalt énekli, és végigsétál a közönség között, és a kedvenc gyerekkori emlékeikről kérdezi őket, miközben életéből származó polaroid képeket tartalmazó konfetti hullik rájuk. A Hold On alatt a színházterem csillogó fénnyel díszlik, amikor számos lámpás ereszkedik le a mennyezetről. Miközben Adele előadja a Someone Like You-t és a Rolling in the Deep-et, az utóbbi alatt három háttérénekesnővel kiegészülve, a kamerák irányt váltanak, és a közönség tagjai a képernyőkre kerülnek kivetítésre. A műsort a Love Is a Game zárja, amelynek során vonósokból és orgonából álló hangszerelés kíséri. Adele a pasztellszínű színpadon énekel, miközben szív alakú konfetti hullik és inspiráló üzenetek jelennek meg, majd eltűnik a konfettiben egy bűvészmutatvány keretében.

### Különösebb események
Mivel ez egy élő show, Adele gyakran viccelődik és lép kapcsolatba a közönséggel. Egyszer egy frissen házasodott menyasszony esküvői ruháját is aláírta, és segített egy párnak felfedni születendő gyermekük nemét. A 2022. november 18-i show során Adele a Water Under the Bridge című szám alatt Megan Thee Stallion Body című dalához készült videoklipből vett koreográfiát adta elő, amelyet korábban már beépített a British Summer Time koncertjeibe. Ugyanezen koncert után az eltűnő bűvészmutatványa elterjedt a közösségi médiában. A 2023. augusztus 26-i fellépésen Adele a Water Under the Bridge előadása közben megállt, hogy megvédjen egy rajongót egy biztonsági őrrel szemben, két hónappal később, a 2023. október 28-i fellépésen pedig Halloween alkalmából Morticia Addams-jelmezben lépett fel, és a When We Were Young előadása közben arra kérte a közönséget, hogy énekeljenek helyette, miközben ő azzal az orvossal lépett interakcióba, aki világra hozta a fiát.

## A kritikusok értékelései
A Weekends with Adele-t a kritikusok elismeréssel fogadták. Több kritikus úgy vélte, hogy az átütemezett koncertek minősége megérte a várakozást. Katie Atkinson a Billboardtól „tökéletesen és lélegzetelállítóan látványosnak” nevezte az előadást, és úgy vélte, a részletekre fordított figyelem bizonyította, hogy „Adele különös odaadással szentelte az elmúlt 10 hónapot álmai intim show-jának megalkotására”. Lindsay Zoladz a The New York Times-tól úgy jellemezte a színpadot, hogy „lélegzetelállító, tele drámával és a hangjához illő eleganciával”, és méltatta Adele döntését, hogy annak ellenére belevágott a rezidenciába, hogy képes lett volna stadionturnéra is indulni. Keiran Southern, a The Times munkatársa szerint a show „látványos, meghitt és megérte a várakozást”. Neil McCormick, a Daily Telegraph írója „bensőséges, de látványos, excentrikus, mégis furfangos és érzelmekben gazdag”, valamint „egy teljesen elsöprő, szívbemarkoló, egyéniségtől duzzadó show”-nak nevezte. Az NME írója, Will Richards „ízlésesnek és minimalistának” nevezte a színpadképet, Bilal Qureshi az NPR-től és Shirley Halperin a Variety-től pedig az intimitás megteremtésében sikeresnek nevezte a néha minimalista produkciót.
Néhány kritikus megjegyezte Adele énekesi teljesítményét és megjelenését. Atkinson azt írta, hogy „erőteljes és mozgékony énekhangja”, amely minden Adele-előadás „igazi középpontját” képezi, készen állt arra, hogy a rezidenciát végigvigye. Hasonlóan vélekedett Qureshi is, aki úgy vélte, hogy „a színpad közepén az igazi Adele finomra hangolt testiséget helyez minden szövegbe”, és nem meglepő módon „soha nem hangzott jobban a színpadon”. McCormick úgy vélekedett, hogy „megvan a hangterjedelme, a hangszíne, a kontrollja, az ereje és a képessége, hogy elveszítse magát az érzelmekben”, ami sikeressé teszi őt. Melissa Ruggieri, a USA Today munkatársa úgy vélte, hogy „Adele hangja éppoly kifogástalan volt, mint formázott szemöldöke és francia manikűrje”, Christian Allaire, a Vogue munkatársa pedig úgy vélte, hogy megjelenése illik Vegashoz, ugyanakkor megőrizte „csillogó, régi hollywoodi stílusát”. Melinda Sheckells, a The Hollywood Reporter és a Zoladz munkatársa úgy vélte, hogy az első két dal alatt idegesnek tűnt és idegesnek is hangzott, de aztán gyorsan visszatért a formájához.
A kritikusok a műsor egyes pillanatait is kiemelték, mint kedvenceiket. A hét legjobb pillanatot felsoroló listáján Atkinson többek között megemlítette a padlótól a mennyezetig érő képernyők bevezetését a Hello alatt, a Set Fire to the Rain előadás produkcióját, Adele sétáját a tömegben a When We Were Young alatt, valamint a konfettizáporokat. Qureshi úgy jellemezte Adele-t, aki a One and Only háttérvokálját énekelte, mint „az egyik kedvenc elgondolás a show-ban”. Sheckells a Set Fire to the Rain és a Hold On előadását említette példaként a kiemelkedő színpadi effektusokkal kapcsolatban. Zoladz úgy vélte, hogy az est „érzelmileg leghatásosabb része” a When We Were Young alatt volt.

## Koncertalbum
Adele második, a rezidencia alatt rögzített koncertlemeze 2025 februárjában jelent meg; ez egy három LP-lemezből, egy fotókönyvből és a koncertről származó konfettiből álló díszdoboz.
| 1.  | Hello                            |  |
| 2.  | Easy on Me                       |  |
| 3.  | Turning Tables                   |  |
| 4.  | Take It All                      |  |
| 5.  | I Drink Wine                     |  |
| 6.  | Water Under the Bridge           |  |
| 7.  | Send My Love (To Your New Lover) |  |
| 8.  | Oh My God                        |  |
| 9.  | One and Only                     |  |
| 10. | Don’t You Remember               |  |
| 11. | Rumour Has It                    |  |
| 12. | Skyfall                          |  |
| 13. | Hometown Glory                   |  |
| 14. | Love in the Dark                 |  |
| 15. | Cry Your Heart Out               |  |
| 16. | Set Fire to the Rain             |  |
| 17. | When We Were Young               |  |
| 18. | Hold On                          |  |
| 19. | Someone Like You                 |  |
| 20. | Rolling in the Deep              |  |
| 21. | Love Is a Game                   |  |

## Dallista
Ez a 2022. november 18-i koncert dallistája. Nem reprezentálja az összes koncertet.
1. Hello[a]
2. Easy on Me
3. Turning Tables
4. Take It All
5. I Drink Wine
6. Water Under the Bridge
7. Send My Love (To Your New Lover)
8. Oh My God
9. One and Only
10. Don’t You Remember
11. Rumour Has It
12. Skyfall
13. Hometown Glory
14. Love in the Dark
15. Set Fire to the Rain
16. When We Were Young
17. Hold On
18. Someone Like You
19. Rolling in the Deep
20. Love is a Game

## Koncertek
| Dátum                | Város     | Ország           | Helyszín                        | Eladott jegyek           | Bevétel     |
| -------------------- | --------- | ---------------- | ------------------------------- | ------------------------ | ----------- |
| 2022. november 18.   | Las Vegas | Egyesült Államok | The Colosseum at Caesars Palace | 100 000 / 100 000        | $52 800 000 |
| 2022. november 19.   | Las Vegas | Egyesült Államok | The Colosseum at Caesars Palace | 100 000 / 100 000        | $52 800 000 |
| 2022. november 25.   | Las Vegas | Egyesült Államok | The Colosseum at Caesars Palace | 100 000 / 100 000        | $52 800 000 |
| 2022. november 26.   | Las Vegas | Egyesült Államok | The Colosseum at Caesars Palace | 100 000 / 100 000        | $52 800 000 |
| 2022. december 2.    | Las Vegas | Egyesült Államok | The Colosseum at Caesars Palace | 100 000 / 100 000        | $52 800 000 |
| 2022. december 3.    | Las Vegas | Egyesült Államok | The Colosseum at Caesars Palace | 100 000 / 100 000        | $52 800 000 |
| 2022. december 9.    | Las Vegas | Egyesült Államok | The Colosseum at Caesars Palace | 100 000 / 100 000        | $52 800 000 |
| 2022. december 10.   | Las Vegas | Egyesült Államok | The Colosseum at Caesars Palace | 100 000 / 100 000        | $52 800 000 |
| 2022. december 16.   | Las Vegas | Egyesült Államok | The Colosseum at Caesars Palace | 100 000 / 100 000        | $52 800 000 |
| 2022. december 17.   | Las Vegas | Egyesült Államok | The Colosseum at Caesars Palace | 100 000 / 100 000        | $52 800 000 |
| 2022. december 23.   | Las Vegas | Egyesült Államok | The Colosseum at Caesars Palace | 100 000 / 100 000        | $52 800 000 |
| 2022. december 24.   | Las Vegas | Egyesült Államok | The Colosseum at Caesars Palace | 100 000 / 100 000        | $52 800 000 |
| 2022. december 30.   | Las Vegas | Egyesült Államok | The Colosseum at Caesars Palace | 100 000 / 100 000        | $52 800 000 |
| 2022. december 31.   | Las Vegas | Egyesült Államok | The Colosseum at Caesars Palace | 100 000 / 100 000        | $52 800 000 |
| 2023. január 20.     | Las Vegas | Egyesült Államok | The Colosseum at Caesars Palace | 100 000 / 100 000        | $52 800 000 |
| 2023. január 21.     | Las Vegas | Egyesült Államok | The Colosseum at Caesars Palace | 100 000 / 100 000        | $52 800 000 |
| 2023. január 27.     | Las Vegas | Egyesült Államok | The Colosseum at Caesars Palace | 100 000 / 100 000        | $52 800 000 |
| 2023. január 28.     | Las Vegas | Egyesült Államok | The Colosseum at Caesars Palace | 100 000 / 100 000        | $52 800 000 |
| 2023. február 3.     | Las Vegas | Egyesült Államok | The Colosseum at Caesars Palace | 100 000 / 100 000        | $52 800 000 |
| 2023. február 4.     | Las Vegas | Egyesült Államok | The Colosseum at Caesars Palace | 100 000 / 100 000        | $52 800 000 |
| 2023. február 10.    | Las Vegas | Egyesült Államok | The Colosseum at Caesars Palace | 100 000 / 100 000        | $52 800 000 |
| 2023. február 11.    | Las Vegas | Egyesült Államok | The Colosseum at Caesars Palace | 100 000 / 100 000        | $52 800 000 |
| 2023. február 17.    | Las Vegas | Egyesült Államok | The Colosseum at Caesars Palace | 100 000 / 100 000        | $52 800 000 |
| 2023. február 18.    | Las Vegas | Egyesült Államok | The Colosseum at Caesars Palace | 100 000 / 100 000        | $52 800 000 |
| 2023. február 24.    | Las Vegas | Egyesült Államok | The Colosseum at Caesars Palace | –                        | –           |
| 2023. február 25.    | Las Vegas | Egyesült Államok | The Colosseum at Caesars Palace | –                        | –           |
| 2023. március 3.     | Las Vegas | Egyesült Államok | The Colosseum at Caesars Palace | –                        | –           |
| 2023. március 4.     | Las Vegas | Egyesült Államok | The Colosseum at Caesars Palace | –                        | –           |
| 2023. március 10.    | Las Vegas | Egyesült Államok | The Colosseum at Caesars Palace | –                        | –           |
| 2023. március 11.    | Las Vegas | Egyesült Államok | The Colosseum at Caesars Palace | –                        | –           |
| 2023. március 17.    | Las Vegas | Egyesült Államok | The Colosseum at Caesars Palace | –                        | –           |
| 2023. március 18.    | Las Vegas | Egyesült Államok | The Colosseum at Caesars Palace | –                        | –           |
| 2023. március 24.    | Las Vegas | Egyesült Államok | The Colosseum at Caesars Palace | –                        | –           |
| 2023. március 25.    | Las Vegas | Egyesült Államok | The Colosseum at Caesars Palace | –                        | –           |
| 2023. június 16.     | Las Vegas | Egyesült Államok | The Colosseum at Caesars Palace | –                        | –           |
| 2023. június 17.     | Las Vegas | Egyesült Államok | The Colosseum at Caesars Palace | –                        | –           |
| 2023. június 23.     | Las Vegas | Egyesült Államok | The Colosseum at Caesars Palace | –                        | –           |
| 2023. június 24.     | Las Vegas | Egyesült Államok | The Colosseum at Caesars Palace | –                        | –           |
| 2023. június 30.     | Las Vegas | Egyesült Államok | The Colosseum at Caesars Palace | –                        | –           |
| 2023. július 1.      | Las Vegas | Egyesült Államok | The Colosseum at Caesars Palace | –                        | –           |
| 2023. augusztus 4.   | Las Vegas | Egyesült Államok | The Colosseum at Caesars Palace | –                        | –           |
| 2023. augusztus 5.   | Las Vegas | Egyesült Államok | The Colosseum at Caesars Palace | –                        | –           |
| 2023. augusztus 11.  | Las Vegas | Egyesült Államok | The Colosseum at Caesars Palace | –                        | –           |
| 2023. augusztus 12.  | Las Vegas | Egyesült Államok | The Colosseum at Caesars Palace | –                        | –           |
| 2023. augusztus 18.  | Las Vegas | Egyesült Államok | The Colosseum at Caesars Palace | –                        | –           |
| 2023. augusztus 19.  | Las Vegas | Egyesült Államok | The Colosseum at Caesars Palace | –                        | –           |
| 2023. augusztus 25.  | Las Vegas | Egyesült Államok | The Colosseum at Caesars Palace | –                        | –           |
| 2023. augusztus 26.  | Las Vegas | Egyesült Államok | The Colosseum at Caesars Palace | –                        | –           |
| 2023. szeptember 1.  | Las Vegas | Egyesült Államok | The Colosseum at Caesars Palace | –                        | –           |
| 2023. szeptember 2.  | Las Vegas | Egyesült Államok | The Colosseum at Caesars Palace | –                        | –           |
| 2023. szeptember 8.  | Las Vegas | Egyesült Államok | The Colosseum at Caesars Palace | –                        | –           |
| 2023. szeptember 9.  | Las Vegas | Egyesült Államok | The Colosseum at Caesars Palace | –                        | –           |
| 2023. szeptember 15. | Las Vegas | Egyesült Államok | The Colosseum at Caesars Palace | –                        | –           |
| 2023. szeptember 16. | Las Vegas | Egyesült Államok | The Colosseum at Caesars Palace | –                        | –           |
| 2023. szeptember 22. | Las Vegas | Egyesült Államok | The Colosseum at Caesars Palace | –                        | –           |
| 2023. szeptember 23. | Las Vegas | Egyesült Államok | The Colosseum at Caesars Palace | –                        | –           |
| 2023. szeptember 29. | Las Vegas | Egyesült Államok | The Colosseum at Caesars Palace | –                        | –           |
| 2023. szeptember 30. | Las Vegas | Egyesült Államok | The Colosseum at Caesars Palace | –                        | –           |
| 2023. október 6.     | Las Vegas | Egyesült Államok | The Colosseum at Caesars Palace | –                        | –           |
| 2023. október 7.     | Las Vegas | Egyesült Államok | The Colosseum at Caesars Palace | –                        | –           |
| 2023. október 13.    | Las Vegas | Egyesült Államok | The Colosseum at Caesars Palace | –                        | –           |
| 2023. október 14.    | Las Vegas | Egyesült Államok | The Colosseum at Caesars Palace | –                        | –           |
| 2023. október 20.    | Las Vegas | Egyesült Államok | The Colosseum at Caesars Palace | –                        | –           |
| 2023. október 21.    | Las Vegas | Egyesült Államok | The Colosseum at Caesars Palace | –                        | –           |
| 2023. október 27.    | Las Vegas | Egyesült Államok | The Colosseum at Caesars Palace | –                        | –           |
| 2023. október 28.    | Las Vegas | Egyesült Államok | The Colosseum at Caesars Palace | –                        | –           |
| 2023. november 3.    | Las Vegas | Egyesült Államok | The Colosseum at Caesars Palace | –                        | –           |
| 2023. november 4.    | Las Vegas | Egyesült Államok | The Colosseum at Caesars Palace | –                        | –           |
| 2024. január 19.     | Las Vegas | Egyesült Államok | The Colosseum at Caesars Palace | –                        | –           |
| 2024. január 20.     | Las Vegas | Egyesült Államok | The Colosseum at Caesars Palace | –                        | –           |
| 2024. január 26.     | Las Vegas | Egyesült Államok | The Colosseum at Caesars Palace | –                        | –           |
| 2024. január 27.     | Las Vegas | Egyesült Államok | The Colosseum at Caesars Palace | –                        | –           |
| 2024. február 2.     | Las Vegas | Egyesült Államok | The Colosseum at Caesars Palace | –                        | –           |
| 2024. február 3.     | Las Vegas | Egyesült Államok | The Colosseum at Caesars Palace | –                        | –           |
| 2024. február 9.     | Las Vegas | Egyesült Államok | The Colosseum at Caesars Palace | –                        | –           |
| 2024. február 10.    | Las Vegas | Egyesült Államok | The Colosseum at Caesars Palace | –                        | –           |
| 2024. február 16.    | Las Vegas | Egyesült Államok | The Colosseum at Caesars Palace | –                        | –           |
| 2024. február 17.    | Las Vegas | Egyesült Államok | The Colosseum at Caesars Palace | –                        | –           |
| 2024. február 23.    | Las Vegas | Egyesült Államok | The Colosseum at Caesars Palace | –                        | –           |
| 2024. február 24.    | Las Vegas | Egyesült Államok | The Colosseum at Caesars Palace | –                        | –           |
| 2024. május 17.      | Las Vegas | Egyesült Államok | The Colosseum at Caesars Palace | –                        | –           |
| 2024. május 18.      | Las Vegas | Egyesült Államok | The Colosseum at Caesars Palace | –                        | –           |
| 2024. május 24.      | Las Vegas | Egyesült Államok | The Colosseum at Caesars Palace | –                        | –           |
| 2024. május 25.      | Las Vegas | Egyesült Államok | The Colosseum at Caesars Palace | –                        | –           |
| 2024. május 31.      | Las Vegas | Egyesült Államok | The Colosseum at Caesars Palace | –                        | –           |
| 2024. június 1.      | Las Vegas | Egyesült Államok | The Colosseum at Caesars Palace | –                        | –           |
| 2024. június 7.      | Las Vegas | Egyesült Államok | The Colosseum at Caesars Palace | –                        | –           |
| 2024. június 8.      | Las Vegas | Egyesült Államok | The Colosseum at Caesars Palace | –                        | –           |
| 2024. június 14.     | Las Vegas | Egyesült Államok | The Colosseum at Caesars Palace | –                        | –           |
| 2024. június 15.     | Las Vegas | Egyesült Államok | The Colosseum at Caesars Palace | –                        | –           |
| 2024. október 25.    | Las Vegas | Egyesült Államok | The Colosseum at Caesars Palace | –                        | –           |
| 2024. október 26.    | Las Vegas | Egyesült Államok | The Colosseum at Caesars Palace | –                        | –           |
| 2024. november 1.    | Las Vegas | Egyesült Államok | The Colosseum at Caesars Palace | –                        | –           |
| 2024. november 2.    | Las Vegas | Egyesült Államok | The Colosseum at Caesars Palace | –                        | –           |
| 2024. november 8.    | Las Vegas | Egyesült Államok | The Colosseum at Caesars Palace | –                        | –           |
| 2024. november 9.    | Las Vegas | Egyesült Államok | The Colosseum at Caesars Palace | –                        | –           |
| 2024. november 15.   | Las Vegas | Egyesült Államok | The Colosseum at Caesars Palace | –                        | –           |
| 2024. november 16.   | Las Vegas | Egyesült Államok | The Colosseum at Caesars Palace | –                        | –           |
| 2024. november 22.   | Las Vegas | Egyesült Államok | The Colosseum at Caesars Palace | –                        | –           |
| 2024. november 23.   | Las Vegas | Egyesült Államok | The Colosseum at Caesars Palace | –                        | –           |
| Totál                | Totál     | Totál            | Totál                           | 100 000 / 100 000 (100%) | $52 800 000 |

## Törölt/Elhalasztott koncertek
| Dátum             | Ok                              |
| ----------------- | ------------------------------- |
| 2022. január 21.  | Covid19 & szállítási késedelmek |
| 2022. január 22.  | Covid19 & szállítási késedelmek |
| 2022. január 28.  | Covid19 & szállítási késedelmek |
| 2022. január 29.  | Covid19 & szállítási késedelmek |
| 2022. február 4.  | Covid19 & szállítási késedelmek |
| 2022. február 5.  | Covid19 & szállítási késedelmek |
| 2022. február 11. | Covid19 & szállítási késedelmek |
| 2022. február 12. | Covid19 & szállítási késedelmek |
| 2022. február 25. | Covid19 & szállítási késedelmek |
| 2022. február 26. | Covid19 & szállítási késedelmek |
| 2022. március 4.  | Covid19 & szállítási késedelmek |
| 2022. március 5.  | Covid19 & szállítási késedelmek |
| 2022. március 11. | Covid19 & szállítási késedelmek |
| 2022. március 12. | Covid19 & szállítási késedelmek |
| 2022. március 18. | Covid19 & szállítási késedelmek |
| 2022. március 19. | Covid19 & szállítási késedelmek |
| 2022. március 25. | Covid19 & szállítási késedelmek |
| 2022. március 26. | Covid19 & szállítási késedelmek |
| 2022. április 1.  | Covid19 & szállítási késedelmek |
| 2022. április 2.  | Covid19 & szállítási késedelmek |
| 2022. április 8.  | Covid19 & szállítási késedelmek |
| 2022. április 9.  | Covid19 & szállítási késedelmek |
| 2022. április 15. | Covid19 & szállítási késedelmek |
| 2022. április 16. | Covid19 & szállítási késedelmek |
| 2024. március 1.  | Egészségügyi okok               |
| 2024. március 2.  | Egészségügyi okok               |
| 2024. március 8.  | Egészségügyi okok               |
| 2024. március 9.  | Egészségügyi okok               |
| 2024. március 15. | Egészségügyi okok               |
| 2024. március 16. | Egészségügyi okok               |
| 2024. március 22. | Egészségügyi okok               |
| 2024. március 23. | Egészségügyi okok               |
| 2024. március 29. | Egészségügyi okok               |
| 2024. március 30. | Egészségügyi okok               |

## Közreműködők
Zenekar
A zenekar 24 zenészből áll, akik minden este fellépnek, és közülük 16-an Las Vegas-i lakosok. Nem minden zenekari tag van feltüntetve a listán.
- Mandy Andreasen – cselló
- De Ann Letourneau – hegedű
- Jason Bonham – brácsa
- Brandon Buckmaster – hegedű
- Jennifer Hellewell - hegedű/brácsa
- Patrick Hsieh – hegedű
- Scott Jackson – hegedű
- Taras Krysa – hegedű/brácsa
- Wei Wei Le – hegedű
- Yunior Lopez – brácsa
- Chandra Meibalane – hegedű
- Ai Melby – hegedű/brácsa
- Mariko Muranaka – cselló
- Jeremy Russo - cselló
- Becky Sabine Ramsey – hegedű
- Mert Sermet – cselló
- Omar Shelley – brácsa
- Lindsey Springer – cselló
- Hanna Suk – brácsa
- Rob Taylor – hegedű
- Geri Thompson – hegedű/brácsa
- Soo Yeon Kim – hegedű
- Crystal Yuan – brácsa

## Fordítás
- Ez a szócikk részben vagy egészben  a   Weekends with Adele című angol Wikipédia-szócikk fordításán alapul.  Az eredeti cikk szerkesztőit annak laptörténete sorolja fel. Ez a jelzés csupán a megfogalmazás eredetét és a szerzői jogokat jelzi, nem szolgál a cikkben szereplő információk forrásmegjelöléseként.